# Ioannis Logothetis

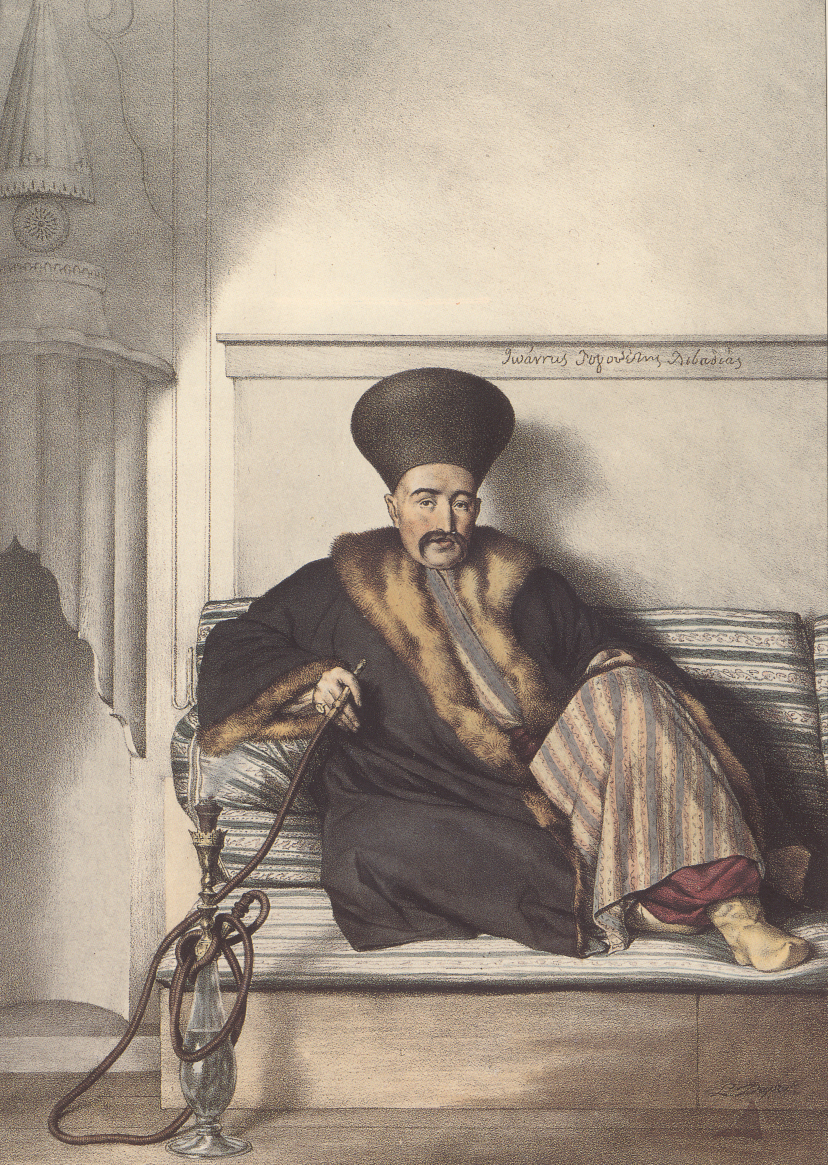
Ioannis Logothetis; Gemälde von Louis Dupré (1825). Auf dem Kopf trägt er einen Işlic, der als Statussymbol der Kotzabasiden galt und ab 1840 allmählich aus der Mode kam.

Ioannis Stamos Logothetis (griechisch Ιωάννης Στάμου Λογοθέτης; * Mitte des 18. Jahrhunderts in Livadia; † 1826) war ein griechischer Kaufmann, Freiheitskämpfer während der Griechischen Revolution und ein bedeutender Kotzabaside.

## Frühes Leben
Ioannis Logothetis war erfolgreich im Handel tätig und nahm selbst den Nachnamen „Logothetis“ an, der auf dem gleichnamigen Amt des Logothetes basierte, das er ausübte. Er betrieb seine Handelsgeschäfte und Aktivitäten in ganz Griechenland sowie in vielen europäischen Ländern. Dank seines Reichtums und seiner europäischen Kontakte beherbergte er in vorrevolutionärer Zeit fast alle Reisenden aus Böotien in seiner Villa. Auch zählte er zu einem der bedeutendsten griechischen Sammlern antiker griechischer Kunst.
Im Jahr 1819 wurde er durch A. Zarifi in die Filiki Eteria aufgenommen und unterstützte fortan den Unabhängigkeitskrieg finanziell. Er setzte sich für die Verbreitung der revolutionären Ideen in seiner Region ein und sammelte beträchtliche Geldmittel.
Später, im Jahr 1820, wurde er zusammen mit einigen anderen Kotzabasiden von türkischen Woiwoden beschuldigt, ein Agent des vom Sultan abtrünnigen Ali Pascha zu sein. Daraufhin wurde er zunächst zum Tode verurteilt, später jedoch freigesprochen.

## Beteiligung an der Griechischen Revolution
Ioannis Logothetis war als Kotzabaside von Livadia zusammen mit Athanasios Diakos, Ioannis Filon, Vasilis Bousgous und Lambros Nakos eine der führenden Persönlichkeiten des Aufstands von Livadia während der Griechischen Revolution.
Als Bevollmächtigter nahm er an der Ersten Nationalversammlung in Epidaurus 1821 und der Dritten Nationalversammlung in Epidaurus 1826 teil. Zudem wurde er durch Wahl der Nationalversammlung zum Mitglied der Exekutive von 1821 ernannt und diente 1824 auch als Kotzabaside von Ägina. Weiterhin war er auch Mitglied des Areopags von Ostgriechenland.